# Złotoborowik drobny

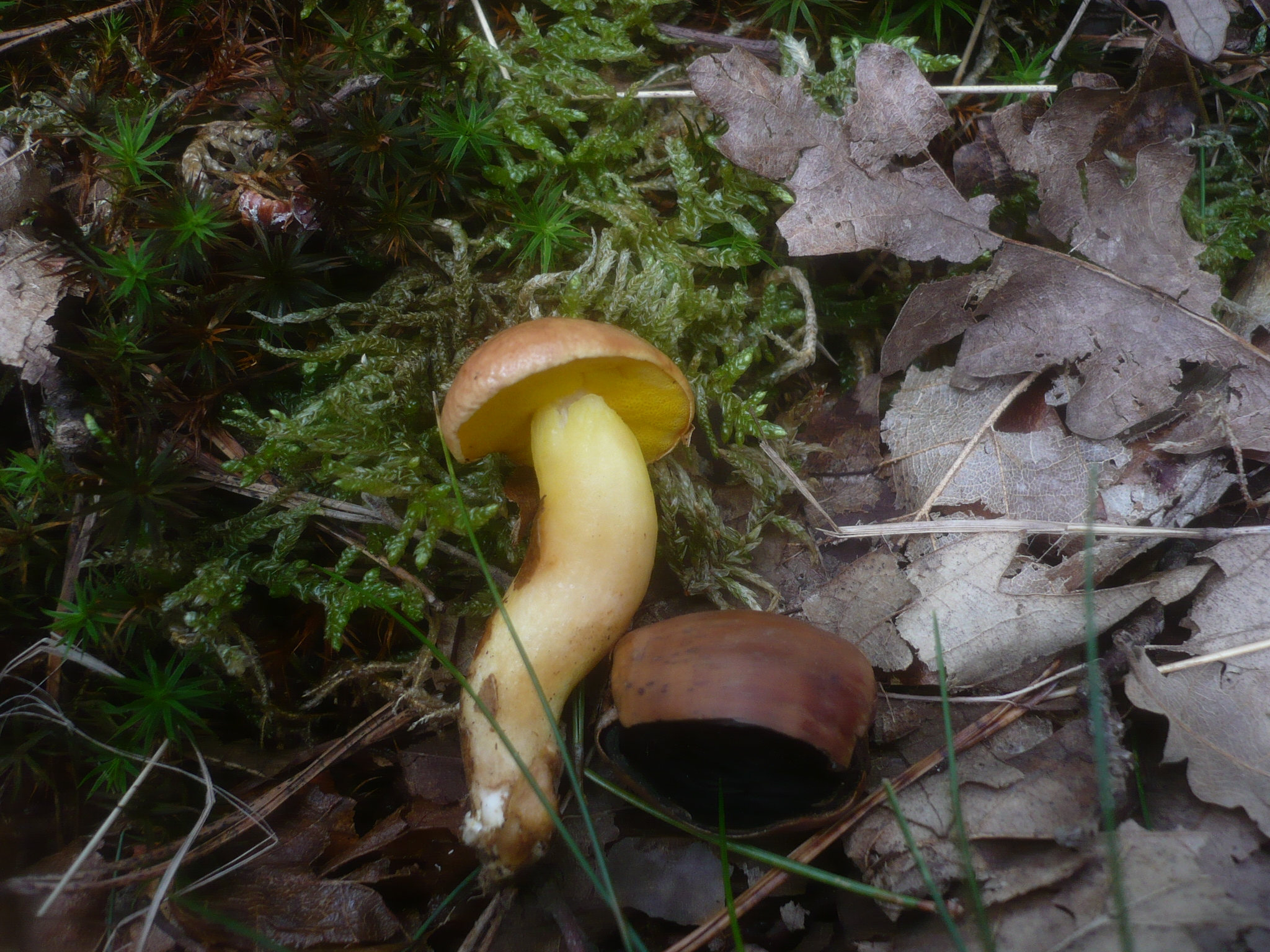

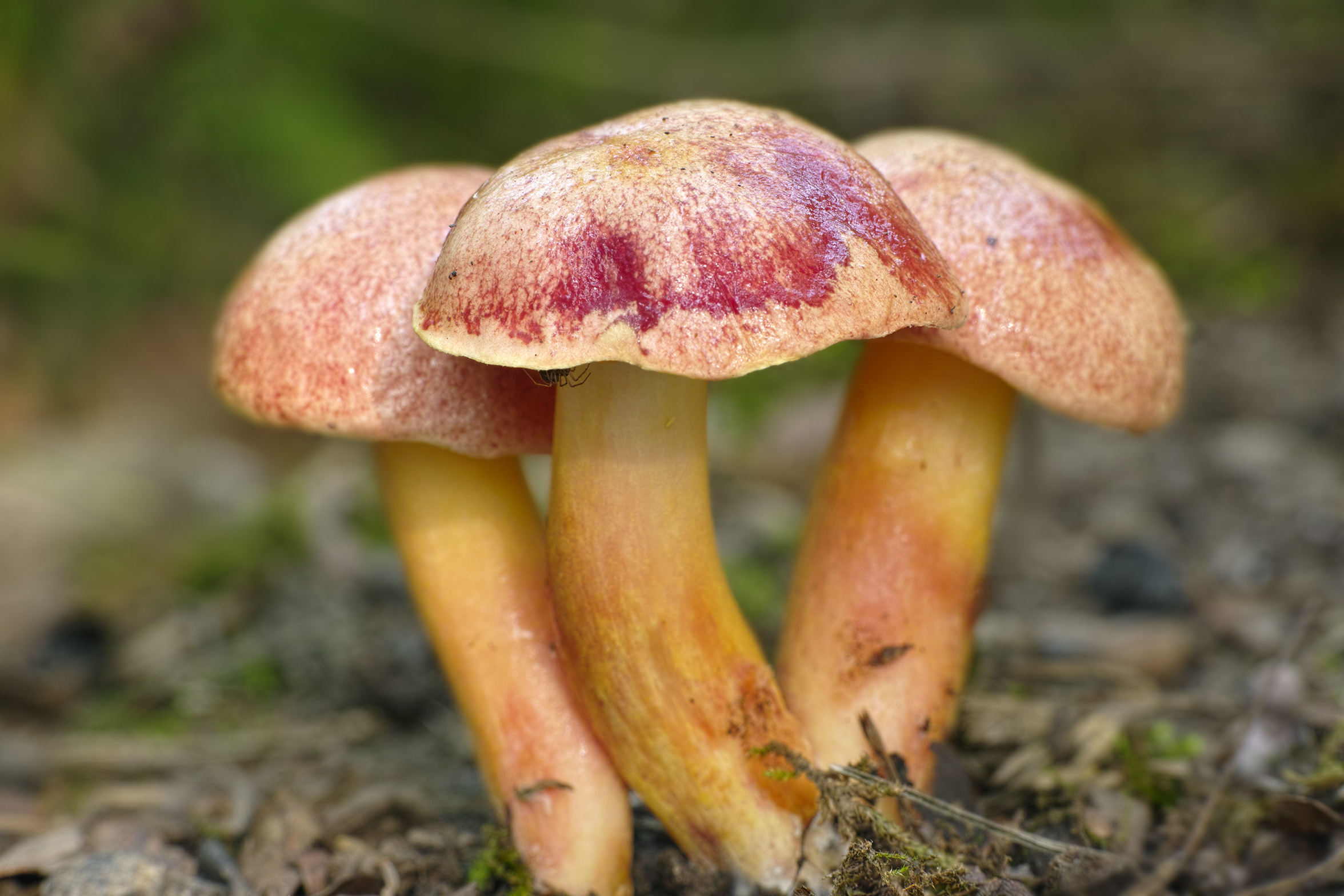

Złotoborowik drobny (Aureoboletus gentilis (Quél.) Pouzar) – gatunek grzybów należący do rodziny borowikowatych (Boletaceae).

## Systematyka i nazewnictwo
Pozycja w klasyfikacji według Index Fungorum: Aureoboletus, Boletaceae, Boletales, Agaricomycetidae, Agaricomycetes, Agaricomycotina, Basidiomycota, Fungi.
Po raz pierwszy takson ten zdiagnozował w 1884 r. Lucien Quélet jako odmianę borowika, nadając mu nazwę Boletus sanguineus var. gentilis. Obecną, uznaną przez Index Fungorum nazwę nadał mu w 1957 r. Zdeněk Pouzar, przenosząc go do rodzaju Aureoboletus. Synonimy naukowe:

- Aureoboletus cramesinus Secr. ex Watling 1965
- Boletus auriporus sensu Kallenbach 2005
- Boletus cramesinus Secr. 1833
- Boletus gentilis (Quél.) Sacc. 1888
- Boletus granulatus var. tenuipes Cooke 1883
- Boletus sanguineus subsp. gentilis (Quél.) Quél.
- Boletus sanguineus var. gentilis Quél. 1884
- Boletus tenuipes (Cooke) Massee 1892
- Ixocomus gentilis (Quél.) Quél. 1888
- Pulveroboletus cramesinus (Secr. ex Watling) M.M. Moser ex Singer 1966
- Pulveroboletus gentilis (Quél.) Singer 1945
- Xerocomus gentilis (Quél.) Singer 1942[2].

W polskim piśmiennictwie mykologicznym gatunek ten opisywany był przez Alinę Skirgiełło jako podgrzybek złotopory, Władysław Wojewoda w 2003 zaproponował nazwę złotak drobny dla synonimu Pulveroboletus gentilis. Obecna nazwa spójna z nazwą naukową została uregulowana w 2021r. przez Komisję ds. Polskiego Nazewnictwa Grzybów.

## Morfologia
Kapelusz
Średnica do 7 cm, kształt początkowo półkolisty, później wypukły. Powierzchnia gładka o barwie jasnoróżowej, beżowej lub brązowej i wyraźnie lepka, szczególnie podczas wilgotnej pogody.
Rurki
Jasnożółty, niezmieniające barwy pod wpływem powietrza. Pory jasnożółte, niezmieniające barwy po uciśnięciu.
Trzon
Cylindryczny, wybrzuszony, zwykle zwężający się ku podstawie. Powierzchnia gładka, żółta, blednąca ku podstawie, czasem niemal w całości w kolorze kremowym, często w niektórych miejscach z różowym lub brązowym przebarwieniem.
Miąższ
Miąższ białawy lub kremowy, zawsze mniej lub bardziej różowy pod naskórkiem, często wyraźnie winnoczerwony u podstawy trzonu. Nie zmienia barwy po uszkodzeniu. Bez wyraźnego zapachu i smaku.
Zarodniki
O rozmiarach 10.5-16 × 4.5–6 μm.

## Występowanie i siedlisko
Występuje tylko w niektórych krajach Europy. W Polsce gatunek bardzo rzadki. Znajduje się na Czerwonej liście roślin i grzybów Polski. Ma status E – gatunek wymierający. Znajduje się na listach gatunków zagrożonych także w Austrii, Belgii, Niemczech, Danii, Norwegii, Holandii, Szwecji.
Naziemny grzyb mykoryzowy. Występuje w lasach liściastych, na ziemi, głównie pod dębami i bukami. Owocniki wytwarza od czerwca do października.